# Apogon imberbis

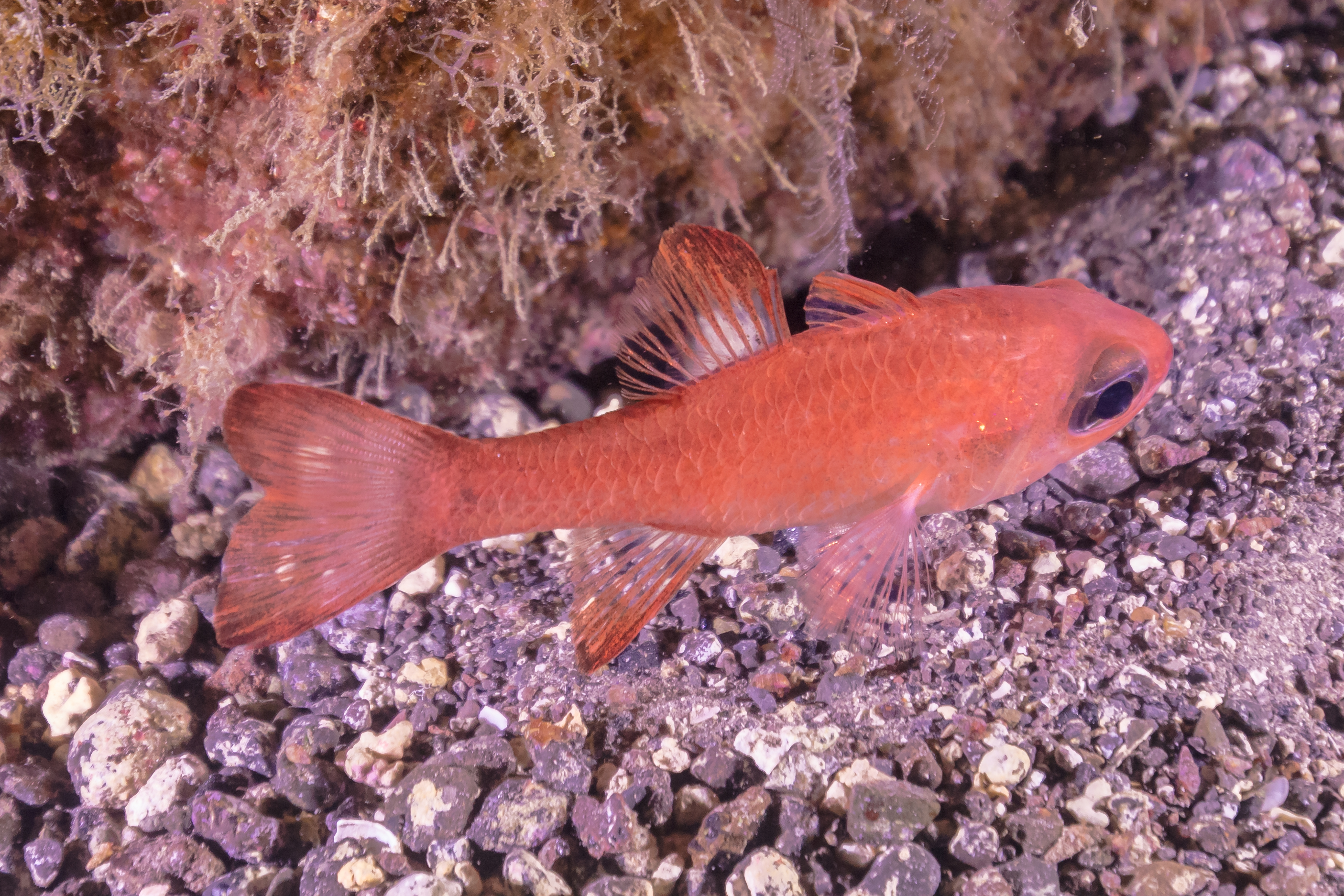
Ejemplar de las costas de Tenerife (España).

El reyezuelo, salmonete real o pez cardenal (Apogon imberbis) es una especie de pez perciforme de la familia de los apogónidos, muy común en el mar Mediterráneo y este del Atlántico.
A pesar de que morfológicamente no se parece en nada al salmonete, el sinónimo de salmonete real le viene por su sabrosa carne, de sabor similar a la de aquel.

## Morfología
Son muy características de esta especie dos líneas blancas paralelas que tiene en sus negros y enormes ojos. Es un pez de gran belleza, con una coloración naranja metalizado tendiendo a rojo. Parte superior e inferior de la cabeza de color oscuro. Las aletas son rojas transparentes y en el pedúnculo caudal suele tener manchas oscuras.
La cabeza es desproporcionadamente grande en relación con el resto del cuerpo -fino y afilado-, con una boca enorme que puede ser proyectada para capturar sus presas. La talla máxima descrita es de 15 cm.
Tiene siete espinas en la aleta dorsal y dos espinas en la aleta anal.

## Hábitat y biología
Vive en verano cerca de la orilla, entre 0 y 30 m de profundidad, momento en el que es muy fácil de encontrar en puertos y entre las rocas de la costa, mientras que en invierno desciende a más de 200 m.
Habita en pequeños grupos sobre los fondos rocosos, donde se esconde entre las grietas de rocas, cada individuo en una grieta que defiende con una fuerte territorialidad. No es migratorio. Permanece todo el día escondido y nada de noche para alimentarse.
La puesta de la hembra es recogida por el macho en su boca, donde incuba los huevos hasta que eclosionan y se alejan de su padre, permaneciendo sin comer todo el tiempo de incubación.
Se alimenta de pequeños invertebrados y peces.

## Relación con el hombre
Se suele pescar por su apreciada carne, de alto precio, tanto con redes como con caña de pesca. Se decolora considerablemente cuando es capturado.
Son ideales para acuariología, por su belleza y hábitos sedentarios en cavidades, que hace que viva con agrado en el acuario, aunque es muy exigente respecto a la calidad del agua.